# Telegraph (Zeitschrift)
Der telegraph ist eine Zeitschrift, die ihren Ursprung in der DDR-Opposition der späten 1980er Jahre hat.

## Geschichte
Die seit 1987 herausgegebene DDR-Oppositionszeitschrift Umweltblätter benannte sich 1989 in telegraph um. Herausgegeben wurden die Umweltblätter im Samisdat von der Ostberliner Umwelt-Bibliothek im halblegalen Raum der evangelischen Kirche. Die Umweltbibliothek in Räumen der Zionsgemeinde war Teil der basisdemokratischen Friedens-, Umwelt- und Dritte-Welt-Bewegung der DDR. In der Umweltbibliothek versuchten mehrere junge Leute um den Libertären Wolfgang Rüddenklau, mit den Umweltblättern dem staatlichen Informationsmonopol eine eigene Berichterstattung entgegenzusetzen. In der DDR tabuisierte Themen wurden angesprochen, unterdrückte Informationen und Nachrichten weiterverbreitet und den verschiedenen Oppositionsgruppen in der DDR eine Diskussionsplattform geboten.
Durch ein erhöhtes Informationsaufkommen seit Beginn der friedlichen Revolution im September 1989 stellte sich der zweimonatliche Erscheinungsrhythmus der Umweltblätter als zu schwerfällig dar. Ein schnelleres Medium musste her. Die Redakteure der Umweltblätter riefen befreundete Kollegen der Samisdatblätter Friedrichsfelder Feuermelder, Grenzfall, und Antifa-Infoblatt-Ostberlin zur Mitarbeit auf. Das war die Geburtsstunde des telegraph. Die Nummer 1 erschien am 10. Oktober 1989, die Jahrgangsnummerierung der Umweltblätter wurde darin fortgeführt. Bis zum Ende des Umbruchs in der DDR war der telegraph einer der wenigen unabhängigen Berichterstatter.
Von 1989 bis 1996 erschien der telegraph regelmäßig und dokumentierte kritisch den Übergang von einem System zum anderen. Im Mai 1997 gab es eine finanzielle Krise. Der telegraph kam mit einer Notausgabe heraus, in der die Leser ultimativ zur Solidarität mit der Zeitschrift aufgefordert wurden. Daraufhin stießen zu Beginn des Jahres 1998 mehrere neue Mitglieder zum Redaktionskollektiv hinzu und dieses entwickelte ein neues Zeitungskonzept. Der telegraph erscheint als „ostdeutsche Zeitschrift“.

## Redaktion und Autoren
Die Redaktion besteht aus:
| - Thomas Leusnik - Andreas Schreier | - Dirk Teschner - Dirk Wassersleben | - Dietmar Wolf |

Zu ihren bekannten Autoren zählen u. a.
| - Wolfgang Engler - Henryk Gericke - Klaus Hart - Helmut Höge - Andrej Holm - Wolfgang Kaleck | - Bert Papenfuß - Friedrich Schorlemmer - Thomas Klein - Norbert Knofo Kröcher - Alexander Krohn - Michael Meinicke | - Eckart Spoo - Hans-Jochen Vogel - Peter Wawerzinek - Frank Willmann |